# Blacksad
Blacksad – francuska seria komiksowa autorstwa Hiszpanów: Juana Díaza Canalesa (scenariusz) i Juanja Guarnida (rysunki), publikowana w oryginale od 2000 przez wydawnictwo Dargaud, a po polsku – przez Siedmioróg (tomy 1. i 2.) i Egmont Polska (od tomu 3.).

## Fabuła
Jest to mroczna seria kryminalna przypominająca stylistyką film noir. Jej bohaterami są antropomorficzne zwierzęta. Tytułowa postać, John Blacksad, to prywatny detektyw w postaci czarnego kota, rozwiązujący zagadki kryminalne w Stanach Zjednoczonych lat 50. XX wieku.

## Najważniejsze postacie
- John Blacksad – główny bohater, przedstawiony jako czarny kot, prywatny detektyw, choć czasem dorabia też jako osobisty ochroniarz. Zwykle nosi ciemnozielony garnitur, krawat w czerwone i złote paski oraz prochowiec. Dla przykrywki często używa aliasu John H. Blackmore. Jest weteranem II wojny światowej, podczas której walczył w Europie.
- Weekly – znajomy Blacksada, często robiący za jego pomocnika. Przedstawiony jako brązowa łasica z problemami z higieną (przyznaje, że jego przydomek "Weekly", z ang. "co tydzień", pochodzi od częstości kąpieli). Pracuje jako reporter dla tabloidu What's News.
- Smirnov – komisarz policji, brązowy owczarek niemiecki. Przyjaciel Blacksada. Kot nieraz pomaga mu dopaść wpływowych ludzi, których on sam nie może tknąć ze względu na presję zwierzchników.

## Tomy
| Tom | Tytuł i rok wydania polskiego            | Tytuł i rok wydania oryginalnego          |
| --- | ---------------------------------------- | ----------------------------------------- |
| 1   | Pośród cieni (2001)                      | Quelque part entre les ombres (2000)      |
| 2   | W śnieżnej bieli (2003)/Arktyczni (2017) | Arctic-Nation (2003)                      |
| 3   | Czerwona dusza (2007)                    | Âme rouge (2005)                          |
| 4   | Piekło, spokój (2010)                    | L'Enfer, le silence (2010)                |
| 5   | Amarillo (2013)                          | Amarillo (2013)                           |
| 6   | Upadek – część pierwsza (2021)           | Alors, tout tombe. Première partie (2021) |
| 7   | Upadek – część druga (2023)              | Alors, tout tombe. Seconde partie (2023)  |

## Nagrody
Pierwszy tom serii zdobył wielką popularność, został przetłumaczony na wiele języków europejskich i otrzymał liczne wyróżnienia, m.in. trzy nominacje do Nagrody Eisnera w 2004. Na Międzynarodowym Festiwalu Komiksu w Angoulême w 2004 drugi tom otrzymał nagrody za najlepszy rysunek dla Guarnida i nagrodę publiczności, a w 2006 autorzy otrzymali nagrodę za najlepszą serię komiksową. Czwarty tom został uhonorowany w 2011 Nagrodami Eisnera za najlepsze amerykańskie wydanie zagranicznego komiksu i dla Guarnida w kategorii "najlepszy kolorysta lub artysta multimedialny". W latach 2011, 2013 i 2015 autorzy otrzymali Nagrodę Harveya za najlepsze amerykańskie wydanie zagranicznego komiksu.

## Adaptacja filmowa
W 2008 roku magazyn "Variety" doniósł, że powstanie filmowa adaptacja komiksu. Miała być wyprodukowana przez Thomasa Langmanna i wyreżyserowana przez Louisa Leterriera (reżysera m.in.: Transportera 2, Incredible Hulk). Premiera miał mieć miejsce w 2009, jednak ostatecznie projekt nie został zrealizowany.